# Nagy Sándor, a hódító (film, 2004)
A Nagy Sándor, a hódító (eredeti cím: Alexander) egy 2004-es történelmi dráma-film Oliver Stone rendezésében, amely III. Alexandrosz makedón király (köznyelvben gyakran használt nevén Nagy Sándor) életét mutatja be. A forgatókönyvet; aminek alapjául részben az Oxfordi Egyetem történésze, Robin Lane Fox Alexander the Great című könyve szolgál; a rendező, továbbá Christopher Kyle és Laeta Kalogridis írták. A főszerepeket Colin Farrell, Jared Leto, Angelina Jolie és Anthony Hopkins játsszák. A film Európában pozitív, az Amerikai Egyesült Államokban azonban negatív kritikákat kapott, mozivetítései 12 millió amerikai dollárnyi profitot termeltek. A Nagy Sándor, a hódító négy változata is megjelent DVD-n és/vagy Blu-rayen.

## Cselekmény
A film III. Alexandrosz makedón király (a köznyelvben gyakran használt néven "Nagy Sándor") életének két szakaszát meséli el: fiatalkorát Pellában felemelkedéséig Makedónia trónjára és hadjáratait a Gaugamélái csatától haláláig. A történetet az idős I. Ptolemaiosz Szótér egyiptomi fáraó vezeti be, fejezi be és narrálja egyes jelenetekben. A film ugrál az időben a cselekményszálak között, azoknak csupán fontosabb pontjait bemutatva.

## Szereplők
| Szerep                                          | Színész                   | Magyar hangja (1. szinkron) |
| ----------------------------------------------- | ------------------------- | --------------------------- |
| III. Alexandrosz makedón király / Nagy Sándor   | Colin Farrell             | Kálloy Molnár Péter         |
| a gyermek Alexandrosz                           | Jessie Kamm               | Czető Ádám                  |
| az ifjú Alexandrosz                             | Connor Paolo              | Baradlay Viktor             |
| II. Philipposz makedón király, Alexandrosz apja | Val Kilmer                | Borbiczki Ferenc            |
| Olümpiasz királyné, Alexandrosz anyja           | Angelina Jolie            | Tóth Ildikó                 |
| I. Ptolemaiosz Szótér egyiptomi fáraó           | Anthony Hopkins           | Sinkó László                |
| a középkorú Ptolemaiosz                         | Elliot Cowan              | Dévai Balázs                |
| a fiatal Ptolemaiosz                            | Robert Earley             | (n. a.)                     |
| Héphaisztion                                    | Jared Leto                | Rába Roland                 |
| az ifjú Héphaisztion                            | Patrick Caroll            | Szűcs Balázs                |
| birkózóedző                                     | Brian Blessed             | Rajhona Ádám                |
| Rhóxané (Roxana)                                | Rosario Dawson            | (n. a.)                     |
| Kasszandrosz                                    | Jonathan Rhys Meyers      | (n. a.)                     |
| az ifjú Kasszandrosz                            | Morgen Christopher Ferris | (n. a.)                     |
| Kráterosz                                       | Rory McCann               | Laklóth Aladár              |
| Kleitosz                                        | Gary Stretch              | Zámbori Soma                |
| Antigonosz                                      | Ian Beattie               | Schneider Zoltán            |
| Perdikkasz                                      | Neil Jackson              | Debreczeny Csaba            |
| III. Dareiosz perzsa király (Dáriusz)           | Raz Degan                 | (n. a.)                     |
| Arisztotelész                                   | Christopher Plummer       | Fülöp Zsigmond              |
| Parmenión                                       | John Kavanagh             | Kárpáti Tibor               |
| Attalosz                                        | Nick Dunning              | Sinkovits-Vitay András      |
| Philotasz                                       | Joseph Morgan             | Takátsy Péter               |
| Nearkhosz                                       | Denis Conway              | Csuja Imre                  |
| az ifjú Nearkhosz                               | Peter Williamson          | (n. a.)                     |
| perzsa herceg                                   | Erol Sander               | Rosta Sándor                |
| jóslat-olvasó                                   | Tim Pigott-Smith          | Barbinek Péter              |
| Oxüertész, Roxane apja                          | Féodor Atkine             | (n. a.)                     |
| Bagoasz                                         | Francisco Bosch           | (n. a.)                     |
| Pauszaniasz                                     | Toby Kebbell              | Varga Rókus                 |
| Kleopátra Eurüdiké                              | Marie Meyer               | (n. a.)                     |

## Filmzene
A Nagy Sándor, a hódító filmzenéjét Vangelis görög filmzeneszerző, a Tűzszekerek és az 1492 – A Paradicsom meghódítása zenéinek komponistája szerezte. Vangelis az elterjedt gyakorlattal szembemenve elkezdte a komponálást, még mielőtt a teljes film vágása befejeződött volna. A Director's Cutban hallható zene, amely nem jelent meg a moziváltozatban vagy a filmzenealbumban.
Az összes szám szerzője Vangelis. 
| 1.  | Introduction           | 1:32 |
| 2.  | Young Alexander        | 1:36 |
| 3.  | Titans                 | 3:59 |
| 4.  | The Drums of Gaugamela | 5:20 |
| 5.  | One Morning at Pella   | 2:11 |
| 6.  | Roxane’s Dance         | 3:25 |
| 7.  | Eastern Path           | 2:58 |
| 8.  | Gardens of Delight     | 5:24 |
| 9.  | Roxane’s Veil          | 4:40 |
| 10. | Bagoas’ Dance          | 2:29 |
| 11. | The Charge             | 1:41 |
| 12. | Preparation            | 1:42 |
| 13. | Across the Mountains   | 4:12 |
| 14. | Chant                  | 1:38 |
| 15. | Immortality            | 3:18 |
| 16. | Dream of Babylon       | 2:41 |
| 17. | Eternal Alexander      | 4:37 |
| 18. | Tender Memories        | 2:59 |

Az eladott CD-k egy részén megjelent egy, a filmben nem hallott szám, a Bizarre Bazaar. A Roxane’s Veil és Tender Memories című számoknak más verziója jelent meg a CD-n, mint a filmben, mivel Vangelis ezeken még a film befejezése után is dolgozott.